# Shōwa-chō (metropolitana di Osaka)
Shōwa-chō (昭和町駅?, Shōwa-chō-eki) è una stazione della metropolitana di Osaka situata nell'area sud della città.